# 300년

## 연호
- 서진(西晉) 영강(永康) 원년

## 기년
- 서진(西晉) 혜제(惠帝) 11년
- 신라(新羅) 기림이사금(基臨泥師今) 3년
- 고구려(高句麗) 봉상왕(烽上王) 9년 / 미천왕(美川王) 원년
- 백제(百濟) 분서왕(汾西王) 3년

## 사건
- 국상 창조리, 을불과 함께 정변을 일으킴. 봉상왕이 폐위 되고 을불이 미천왕으로 왕의 자리에 오름.
- 왕의 자리에서 쫓겨난 봉상왕이 두 아들과 함께 스스로 목숨을 끊음.

## 사망
- 고구려(高句麗) 14대 국왕 봉상왕(烽上王)